# Europarltv
Europarltv è la televisione ufficiale su Internet del Parlamento europeo. Questo servizio offre la possibilità di seguire in diretta le sessioni parlamentari e le riunioni delle commissioni. Inoltre, comprende un vasto archivio di contenuti, video educativi e di dibattiti.
La maggior parte dei contenuti è disponibile con i sottotitoli o con la voce fuori campo nelle 23 lingue ufficiali dell'Unione Europea.
Europarltv è stata lanciata il 17 settembre 2008. Il Parlamento ha assegnato la creazione e la gestione della televisione a due imprese. Il contenuto è prodotto da Mostra, un'agenzia di comunicazione che ha sede a Bruxelles. La parte tecnica (sito web, hosting, riprese) è curato da un'impresa di comunicazione e diffusione televisiva che ha sede a Plymouth, la Twofour.
Questo canale di informazione è finanziato dal budget del Parlamento europeo.

## Format
Il contenuto di Europarltv è diviso in quattro "canali":
- Il vostro parlamento
- La vostra voce
- Europa giovane
- Il parlamento in diretta

I filmati si possono vedere sia con il programma Adobe Flash, sia con Windows Media Player.

## Storia
Il Parlamento europeo ha deciso di usare delle risorse esterne per creare questo servizio. Ha organizzato una gara d'appalto esterna per trovare due imprese, una per creare la piattaforma web e organizzare l'allocazione del sito web, l'altro per creare il materiale e i contenuti.
Il Parlamento ha firmato i contratti nel dicembre 2006 e nel luglio 2007 con, rispettivamente, Twofour, un'impresa con sede nel Regno Unito per la piattaforma web, e Mostra, un'impresa con sede a Bruxelles per il contenuto.
Un prototipo di europarltv è stato inaugurato nel novembre 2007.